# Soufiane El Bakkali
Soufiane El Bakkali (ur. 7 stycznia 1996 w Fezie) – marokański lekkoatleta specjalizujący się w biegach długich, dwukrotny mistrz olimpijski.
W 2014 zajął 4. miejsce na 3000 metrów z przeszkodami podczas mistrzostw świata juniorów oraz był dziesiąty na czempionacie Afryki w Marrakeszu. Czwarty zawodnik igrzysk olimpijskich w Rio de Janeiro (2016). Rok później zdobył w Londynie srebrny medal mistrzostw świata.
W 2018 sięgnął po złoto igrzysk śródziemnomorskich oraz zdobył złoty medal mistrzostw Afryki. Rok później stanął na najniższym stopniu podium igrzysk afrykańskich oraz sięgnął po brąz światowego czempionatu w Dosze. W 2021 zdobył złoty medal igrzysk olimpijskich w Tokio. Rok później triumfował podczas mistrzostw świata w Eugene, by podczas kolejnej edycji w Budapeszcie obronić tytuł.
Medalista mistrzostw Maroka.

## Osiągnięcia
| Rok  | Impreza                                   | Miejsce        | Konkurencja                   | Pozycja     | Wynik   |
| ---- | ----------------------------------------- | -------------- | ----------------------------- | ----------- | ------- |
| 2014 | Mistrzostwa świata juniorów               | Eugene         | bieg na 3000 m z przeszkodami | 4. miejsce  | 8:34,98 |
| 2014 | Mistrzostwa Afryki                        | Marrakesz      | bieg na 3000 m z przeszkodami | 10. miejsce | 8:59,66 |
| 2015 | Mistrzostwa świata w biegach przełajowych | Guiyang        | bieg juniorów                 | 18. miejsce | 24:46   |
| 2016 | Igrzyska olimpijskie                      | Rio de Janeiro | bieg na 3000 m z przeszkodami | 4. miejsce  | 8:14,35 |
| 2017 | Mistrzostwa świata                        | Londyn         | bieg na 3000 m z przeszkodami | 2. miejsce  | 8:14,49 |
| 2018 | Igrzyska śródziemnomorskie                | Tarragona      | bieg na 3000 m z przeszkodami | 1. miejsce  | 8:20,97 |
| 2018 | Mistrzostwa Afryki                        | Asaba          | bieg na 3000 m z przeszkodami | 1. miejsce  | 8:28,01 |
| 2018 | Puchar interkontynentalny                 | Ostrawa        | bieg na 3000 m z przeszkodami | –           | DNF     |
| 2019 | Igrzyska afrykańskie                      | Rabat          | bieg na 3000 m z przeszkodami | 3. miejsce  | 8:19,45 |
| 2019 | Mistrzostwa świata                        | Doha           | bieg na 3000 m z przeszkodami | 3. miejsce  | 8:03,76 |
| 2021 | Igrzyska olimpijskie                      | Tokio          | bieg na 3000 m z przeszkodami | 1. miejsce  | 8:08,90 |
| 2022 | Mistrzostwa świata                        | Eugene         | bieg na 3000 m z przeszkodami | 1. miejsce  | 8:25,13 |
| 2023 | Mistrzostwa świata                        | Budapeszt      | bieg na 3000 m z przeszkodami | 1. miejsce  | 8:03,53 |
| 2024 | Igrzyska olimpijskie                      | Paryż          | bieg na 3000 m z przeszkodami | 1. miejsce  | 8:06,05 |

## Rekordy życiowe
- Bieg na 1500 metrów – 3:31,95 (2021)
- Bieg na 3000 metrów – 7:33,87 (2023)
- Bieg na 5000 metrów (hala) – 13:10,60 (2017) rekord Maroka
- Bieg na 3000 metrów z przeszkodami – 7:56,68 (2023) 9. wynik w historii światowej lekkoatletyki